# Edgar Steiner
Edgar Steiner (* 21. Juni 1933 in Deutsch-Eylau) ist ein ehemaliger deutscher Militärarzt (NVA). Er war Generalmajor und Kommandeur der Militärmedizinischen Sektion an der Universität Greifswald. 

## Leben
Als Sohn eines Arbeiters schloss Steiner seinen Schulbesuch mit dem Abitur ab, arbeitete 1951 zunächst als Krankenpfleger und trat als solcher im selben Jahr der SED und der Deutschen Volkspolizei bei. Von 1951 bis 1954 studierte er an der Universität Leipzig Medizin. Von 1954 bis 1958 war Steiner Student an der Militärmedizinischen Akademie S. M.Kirow in Leningrad. Nach seiner Rückkehr in die DDR 1958 war Steiner bis 1959 Regimentsarzt beim motorisierten Schützen-Regiment 1. Anschließend war er bis 1961 Oberoffizier für Entwicklung bei der medizinischen Verwaltung im Ministerium für Nationale Verteidigung (MfNV). 1961 wechselte er als Oberoffizier für Organisation in die Koordinationsabteilung des Ministeriums für Gesundheitswesen. 1962 übernahm er die Leitung dieser Abteilung.
Steiner wurde 1964 zum Dr. med. und 1969 zum Dr. sc. med. promoviert und erhielt 1971 die Berufung zum ordentlichen Professor.
Von 1967 bis 1968 war er vom aktiven Wehrdienst freigestellt und leitete das Büro des Ministers für das Gesundheitswesen. Von 1968 bis 1971 war er Abteilungsleiter im Gesundheitsministerium.
Am 1. November 1971 wurde Steiner Prorektor und Kommandeur der Militärmedizinischen Sektion an der Universität Greifswald. Diese Stelle behielt er bis zu seiner Entlassung aus dem aktiven Wehrdienst am 31. März 1988. Hier wurde er auch am 7. Oktober 1982 zum Generalmajor ernannt.

## Auszeichnungen
- 1975 Friedrich-Engels-Preis im Kollektiv
- 1976 Humboldt-Medaille in Gold
- 1977 Ehrentitel Verdienter Arzt des Volkes
- Vaterländischer Verdienstorden in Bronze
- Kampforden „Für Verdienste um Volk und Vaterland“ in Bronze
- Verdienstmedaille der Nationalen Volksarmee in Gold
- Verleihung des Titels Obermedizinalrat

## Schriften
- Militärmedizin. Hochschullehrbuch für Studenten der Medizin und Stomatologie, herausgegeben von Generalleutnant OMR Prof. Dr. sc. med. Hans Rudolf Gestewitz und Generalmajor OMR Prof. Dr. sc. med. Edgar R. Steiner, Militärverlag Berlin, 1981